# Бней Атарот
32°01′24″ пн. ш. 34°54′49″ сх. д. / 32.023333333333° пн. ш. 34.913611111111° сх. д.
Бней Атарот (івр. בְּנֵי עֲטָרוֹת, букв. «Сини Атарота») — мошав у центральній частині Ізраїлю. Розташований поблизу міста Єгуд, приблизно за 15 кілометрів на схід від Тель-Авіва. Знаходиться на родючих рівнинах східної околиці Тель-Авіва, поруч із аеропортом Бен-Гуріон. Мошав перебуває під юрисдикцією регіональної ради Хевель Моді'ін. У 2019 році тут проживало 964 особи.

## Історія
Бней Атарот розташований на місці темплерської колонії Вільгельми, заснованої 1902 року і названої на честь Вільгельма II. Під час Другої світової війни німецькі поселенці в підмандатній Палестині були заарештовані як ворожі громадяни та депортовані британцями.
Після закінчення війни нове поселення заснували колишні жителі покинутого мошаву Атарот, знищеного Арабським легіоном, від якого нове поселення й дістало свою назву; а також жителями з мошаву Нехалім у Верхній Галілеї та кібуцу Бе'ерот Їцхак у пустелі Негев. Мошав залишився поселенням фермерів, і більшість первісних будинків збереглася. Громада розселилася вздовж головної дороги.
Близькість Тель-Авівського столичного району призвела до субурбанізації, і сільський характер поселення поступово зменшувався. Наприкінці 1990-х років на північно-східній околиці мошаву побудували новий житловий мікрорайон, який складався з приватних будинків. 2007 року деякі жителі навіть були тимчасово евакуйовані через шум від міжнародного аеропорту Бен-Гуріона.
Тут жила й похована ізраїльська акторка і співачка Рама Месінґер.

## Галерея

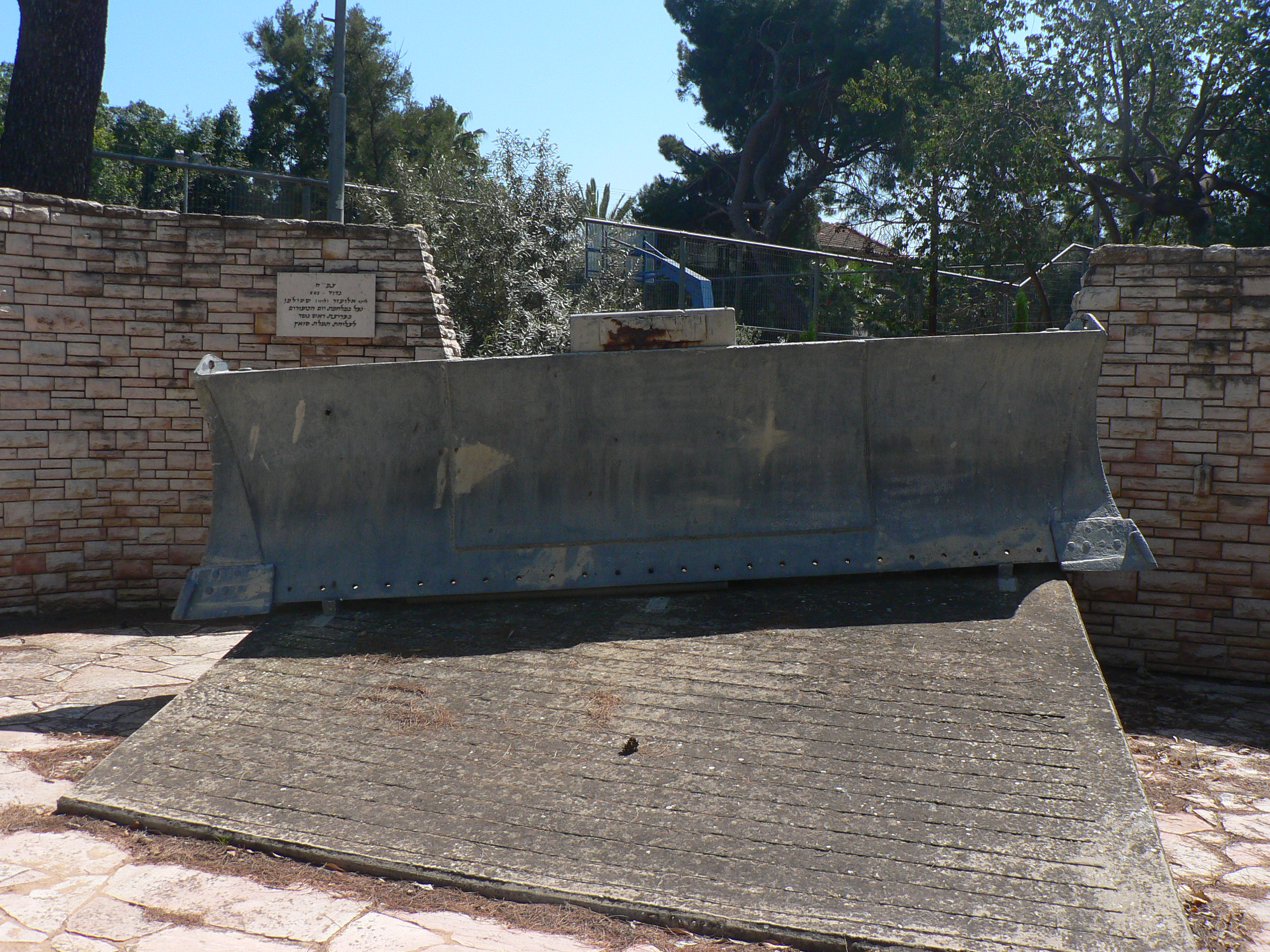
Пам'ятник інженерному корпусу Ізраїлю, батальйону 605, взводу інженерної техніки
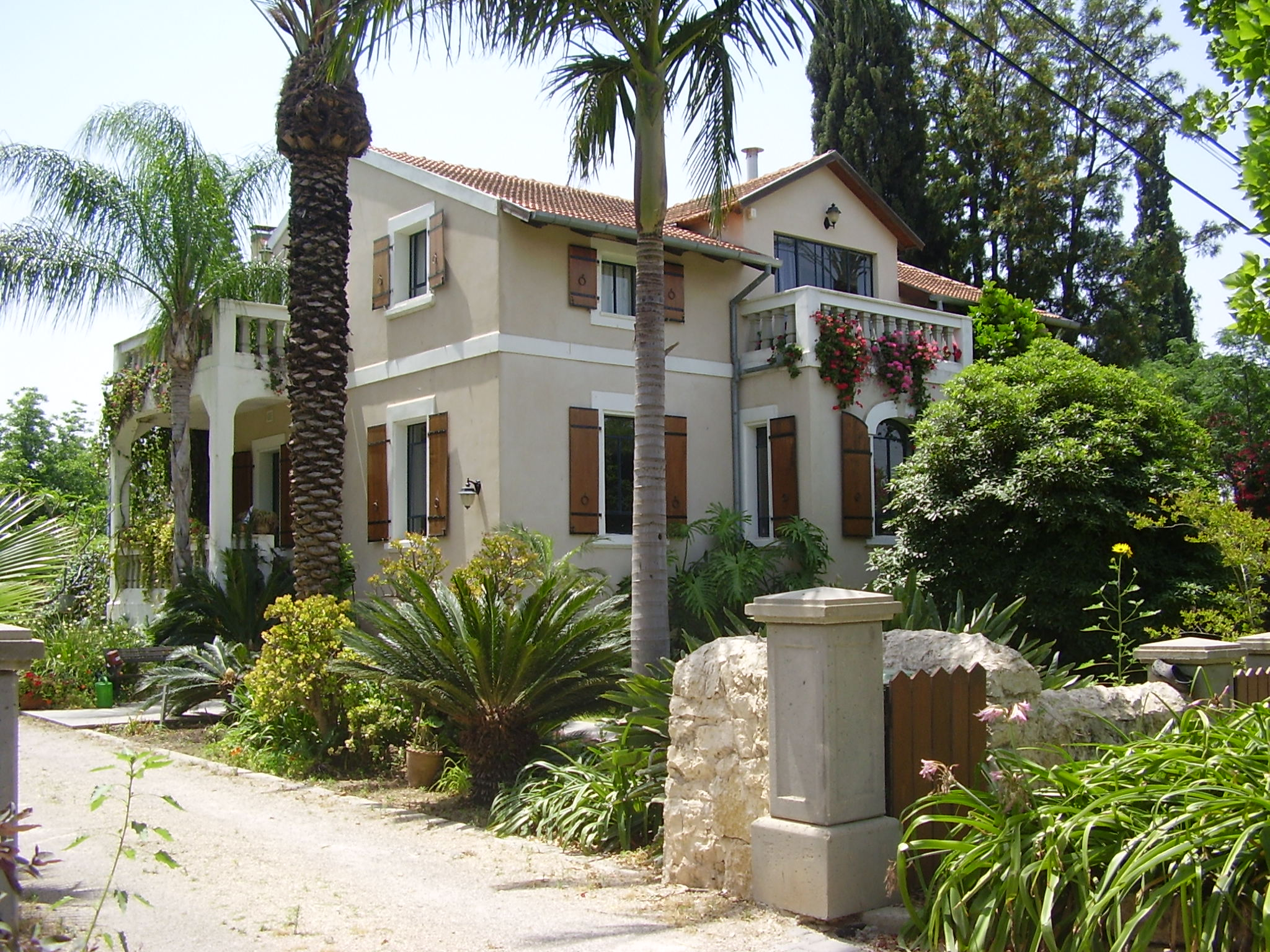
Відремонтований будинок темплерів
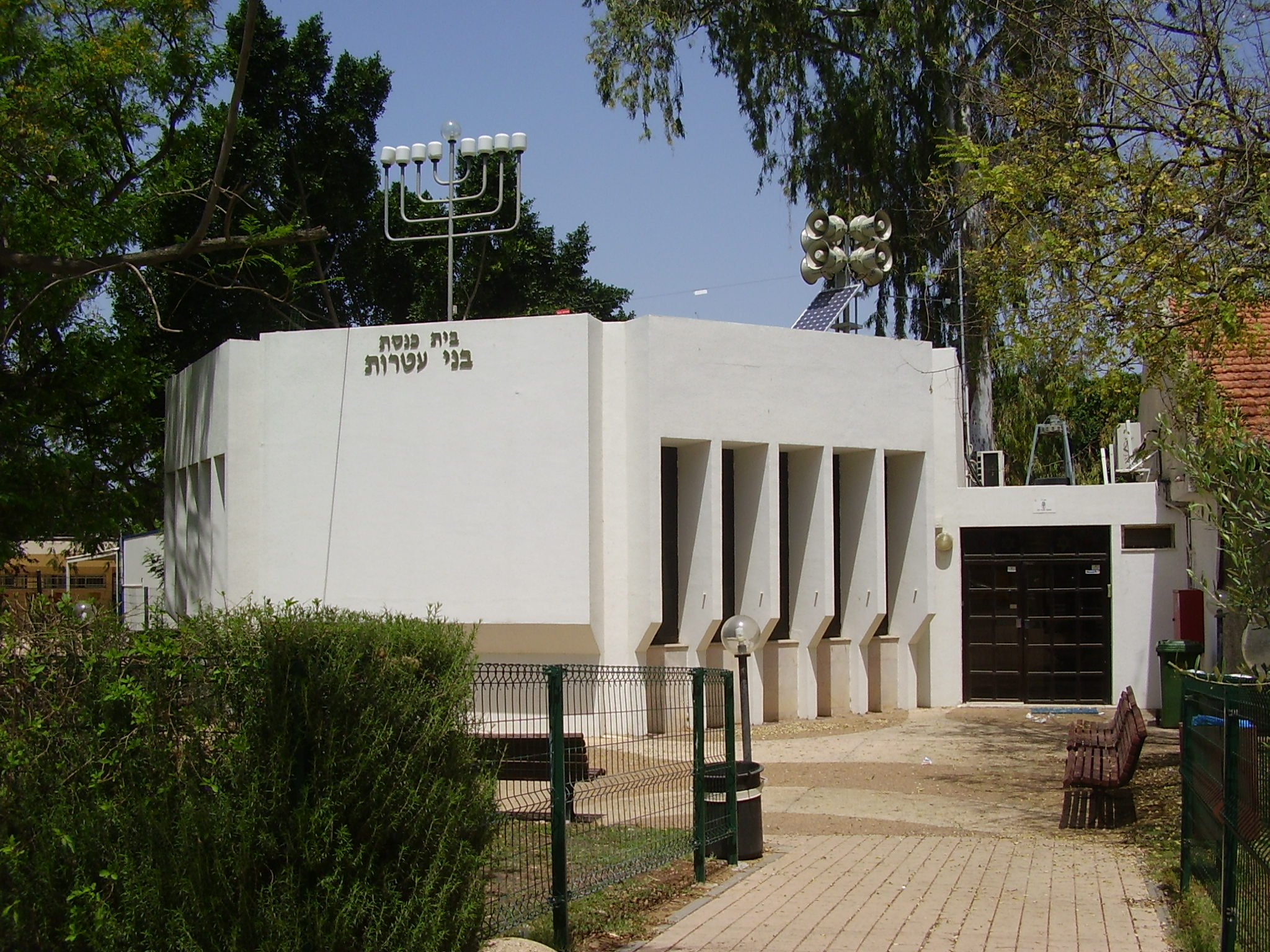
Синагога
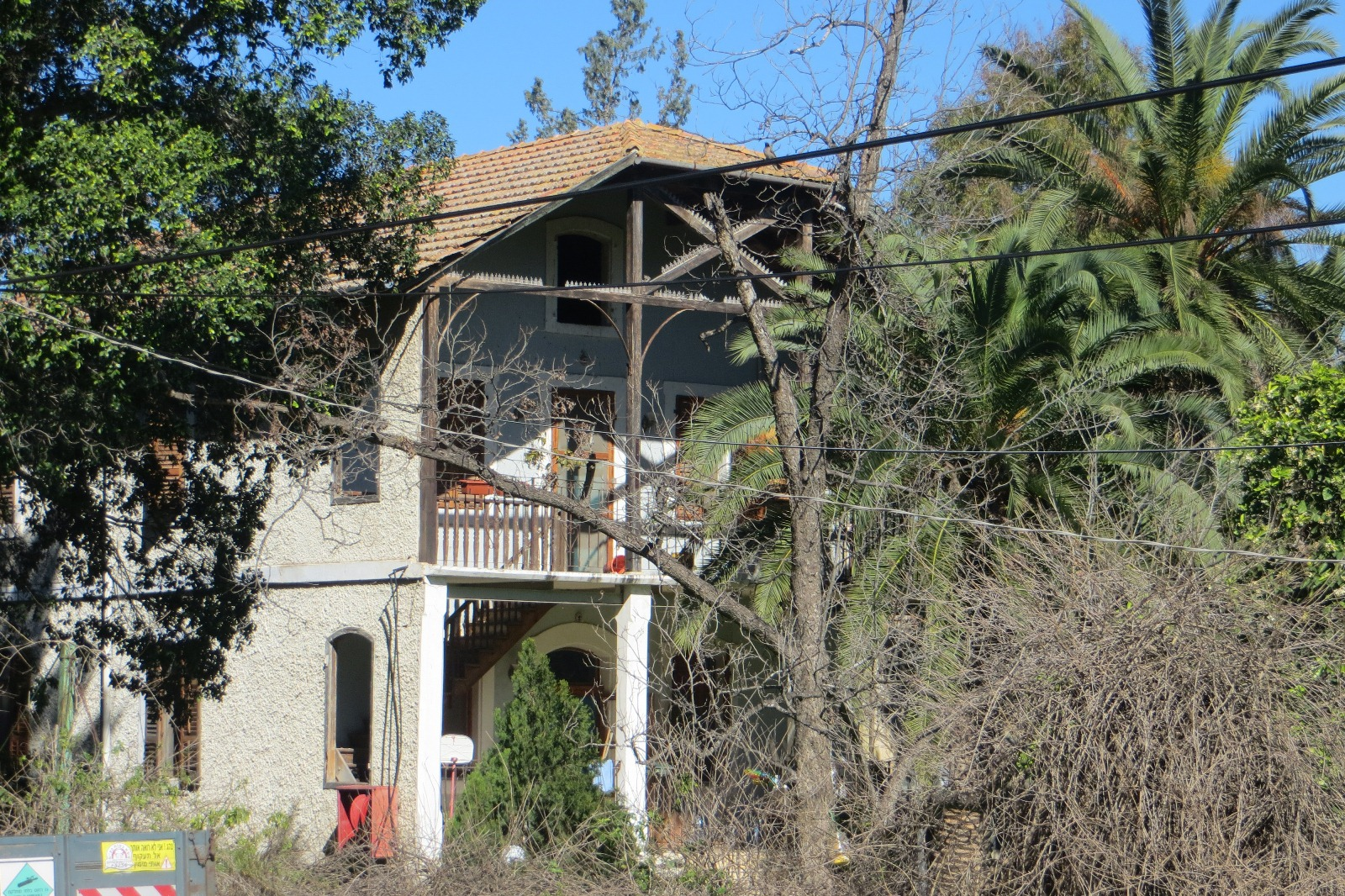
Один із будинків темплерів при в'їзді до мошаву
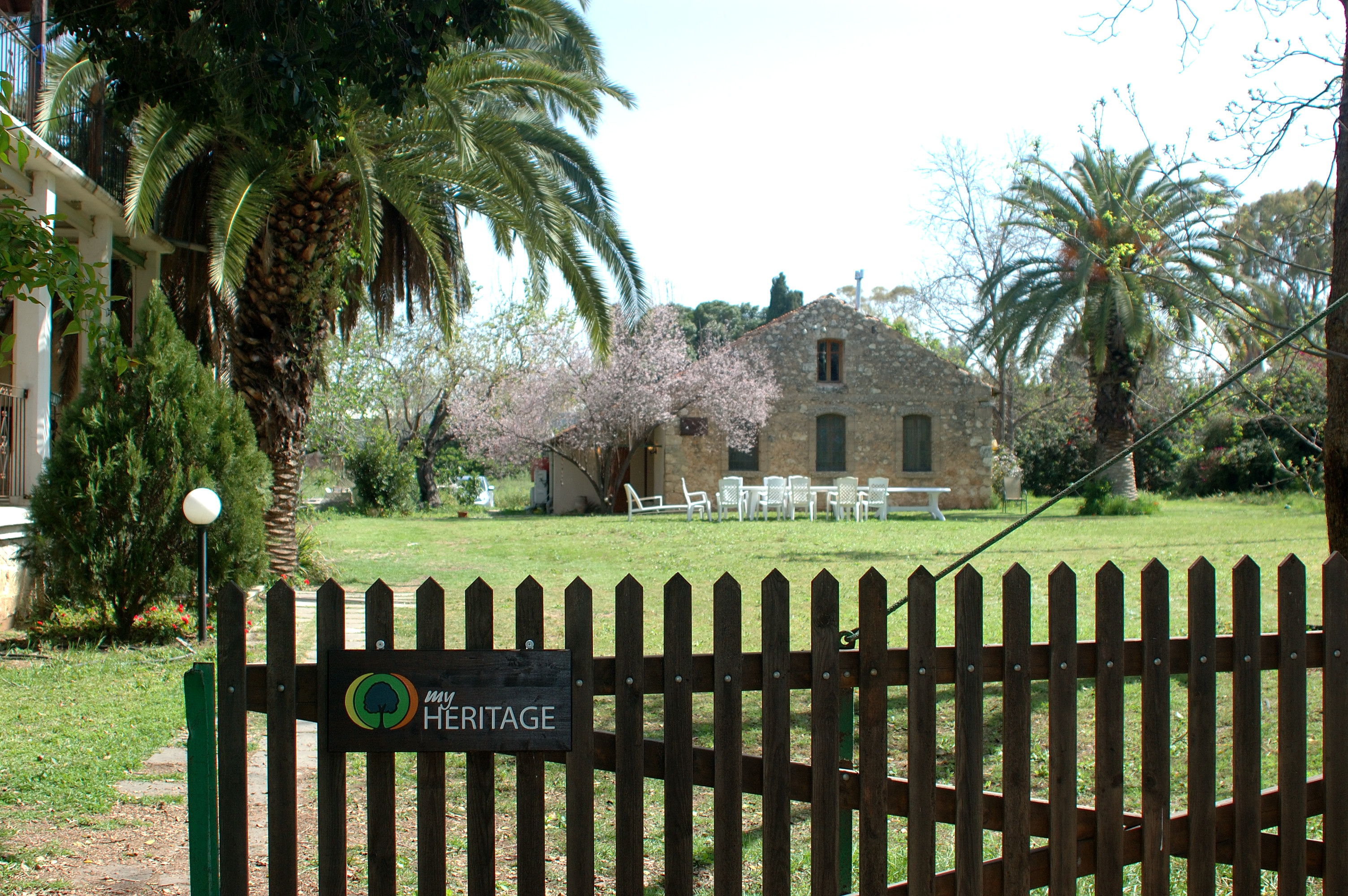
Офіс MyHeritage.com

## Виноски
1. ↑  "Population in the Localities 2019" (XLS). Israel Central Bureau of Statistics. Архів оригіналу за 2 грудня 2020. Процитовано 23.01.2022.
2. ↑  Schwartz, Adi (20 січня 2008). The nine lives of the Lorenz Cafe. Haaretz. Архів оригіналу за 16 квітня 2019. Процитовано 25 квітня 2019.
3. ↑  IAA to evacuate Bnei Atarot residents affected by Ben-Gurion noise. Iema.net. 30 серпня 2007. Архів оригіналу за 16 липня 2011. [Архівовано 2011-07-16 у Wayback Machine.]